# Эффект Эдипа
«Эффе́кт Эди́па» («самосбывающийся прогноз») — термин, использующийся в прогнозировании и указывающий на то, что целенаправленные действия (управление) и решения способны «самоосуществить» или же «саморазрушить» прогноз. Эффект Эдипа заключается в том, что во время ожидания исполнения прогноза, люди усиленно стараются воплотить в жизнь свои положительные ожидания или наоборот пытаются предотвратить возможные отрицательные события.

## История возникновения
Эффект Эдипа получил своё название по имени мифологического древнегреческого царя Эдипа, узнавший от оракула своё возможное будущее: совершив убийство своего отца, он женится на собственной матери, от которой у него родятся дети, проклятые богами и людьми. Эдип всю жизнь пытался избежать такой судьбы, но рок оказался сильнее и совершив ряд непоправимых ошибок Эдип способствовал тому, чтобы предначертанное ему полностью сбылось.
Эффект Эдипа можно отнести к так называемым парадоксам времени. Он стал широко известен после того, как К. Поппер, понимавший под эффектом Эдипа «возможность информации влиять на ситуацию, к которой эта информация относится», привёл его в качестве аргумента против попыток создания методологии социального прогнозирования. Хотя советский учёный А. А. Богданов задолго до Поппера ещё в 20-е годы пришёл к пониманию этого парадокса. В его формулировке это звучало как принципиальная невозможность предсказания управляемых явлений.

## Содержание
С включением Эффекта Эдипа прогноз может быть построен следующим образом:
1. Всесторонний анализ общественных процессов
2. Выявление негативных составляющих этих процессов
3. Обращение особое внимание на вероятные последствия усилий по предотвращению отрицательных изменений, которые прилагаются субъектами управления или регулирования
4. Учёт возможности (средства и методы) разрушения (возможность самоорганизации или саморазрушения процесса) или ослабления стихийного протекания социальных процессов.